# Caladenia tessellata
Caladenia tessellata är en orkidéart som beskrevs av Robert Desmond David Fitzgerald. Caladenia tessellata ingår i släktet Caladenia och familjen orkidéer. Inga underarter finns listade i Catalogue of Life.